# Polénovo
Polénovo es la casa museo de Vasili Polénov. Está situado cerca del río Oká, en raión de Zaokski, Óblast de Tula, Rusia. La finca fue adquirida por Polenov en 1891. La estructura de tres pisos fue diseñada por Polenov y construida en 1892.
Después de la muerte de Polenov en 1927 se transfirió con todas sus colecciones y bienes al Estado. La Casa Museo fue creada en 1939. Su nombre se cambió a Finca Museo de V.D. Polenov en 1950. En 1983 la finca fue convertida en un sitio histórico de arte y un museo de reserva natural.